# Rostkovia magellenica
Rostkovia magellanica es una especie de Magnoliophyta que habita en la Patagonia y las islas subantárticas de Nueva Zelanda a Georgia del Sur. Hay un informe de que habita en Ecuador, pero posiblemente es un error. Se dan breves notas sobre la ecología de la especie, y se discute el posible origen de su distribución.

## Descripción
Las plantas perennes, vagamente cespitosas, de unos 15-30 cm de altura, erecta rizoma o ascendente, a veces corta rastrera, 1.5 a 2.5 mm de diámetro, por lo general cubierto de escamas marrones 1.0-1.5 cm de largo insertado 0,5-1,0 cm.. Stem 0,5-1,0 mm de diámetro;. Catafilos 2-4 por tallo, a 7 cm de largo, longitudinalmente estriada, de color marrón claro, con márgenes de color rojo-marrón liso; hoja rudimentaria a 4 mm de largo.